# Llista de banderes municipals del Canadà
Aquesta és una llista de les banderes municipals del Canadà. Les banderes es mostren agrupades per província o territori, i degut al nombre potencialment alt de ciutats existents (5.162 el 2021) aquesta llista només mostra les banderes de les ciutats amb més de 50.000 habitants i les capitals de cadascuna de les províncies i territoris.

## Alberta

Airdrie
Calgary
Edmonton[2] (capital)
Grande Prairie
Lethbridge
Medicine Hat
Red Deer
Saint Albert
Strathcona
Wood Buffalo

## Colúmbia Britànica

Abbotsford
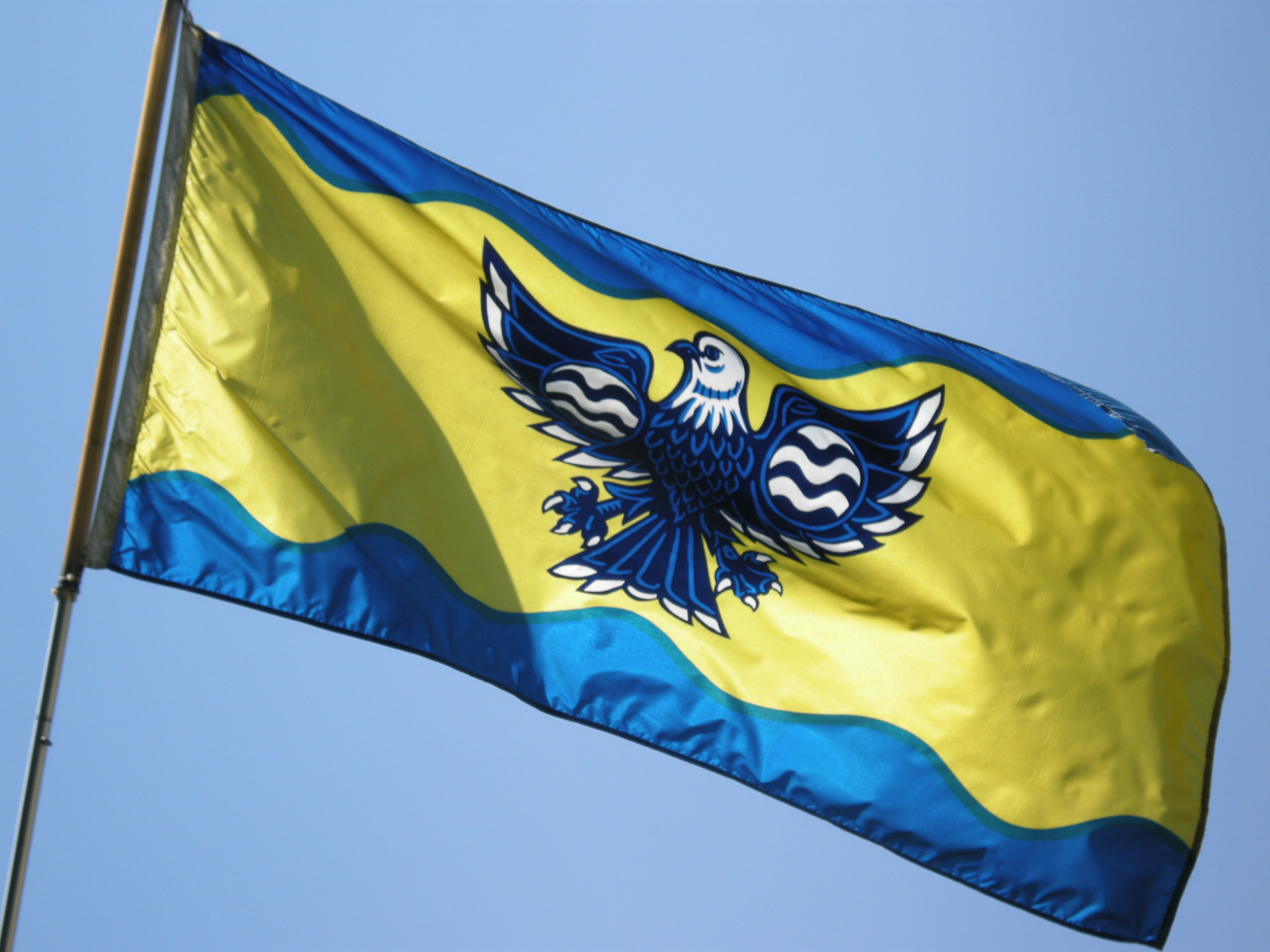
Burnaby
Chilliwack
Coquitlam
Dawson Creek[3]
Delta
Fernie[4]
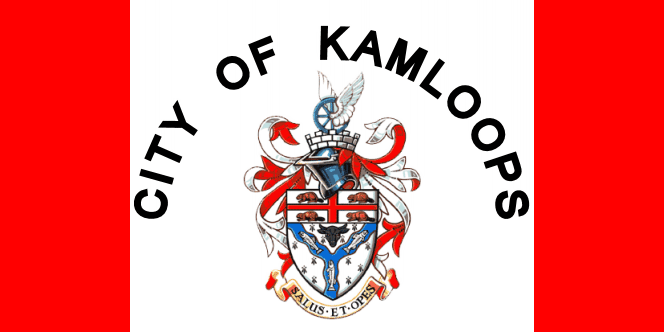
Kamloops
Kelowna
Kimberley[5]
Langley
Maple Ridge
Nanaimo
New Westminster
North Vancouver (districte)
North Vancouver (ciutat)
Port Coquitlam
Prince George[6]
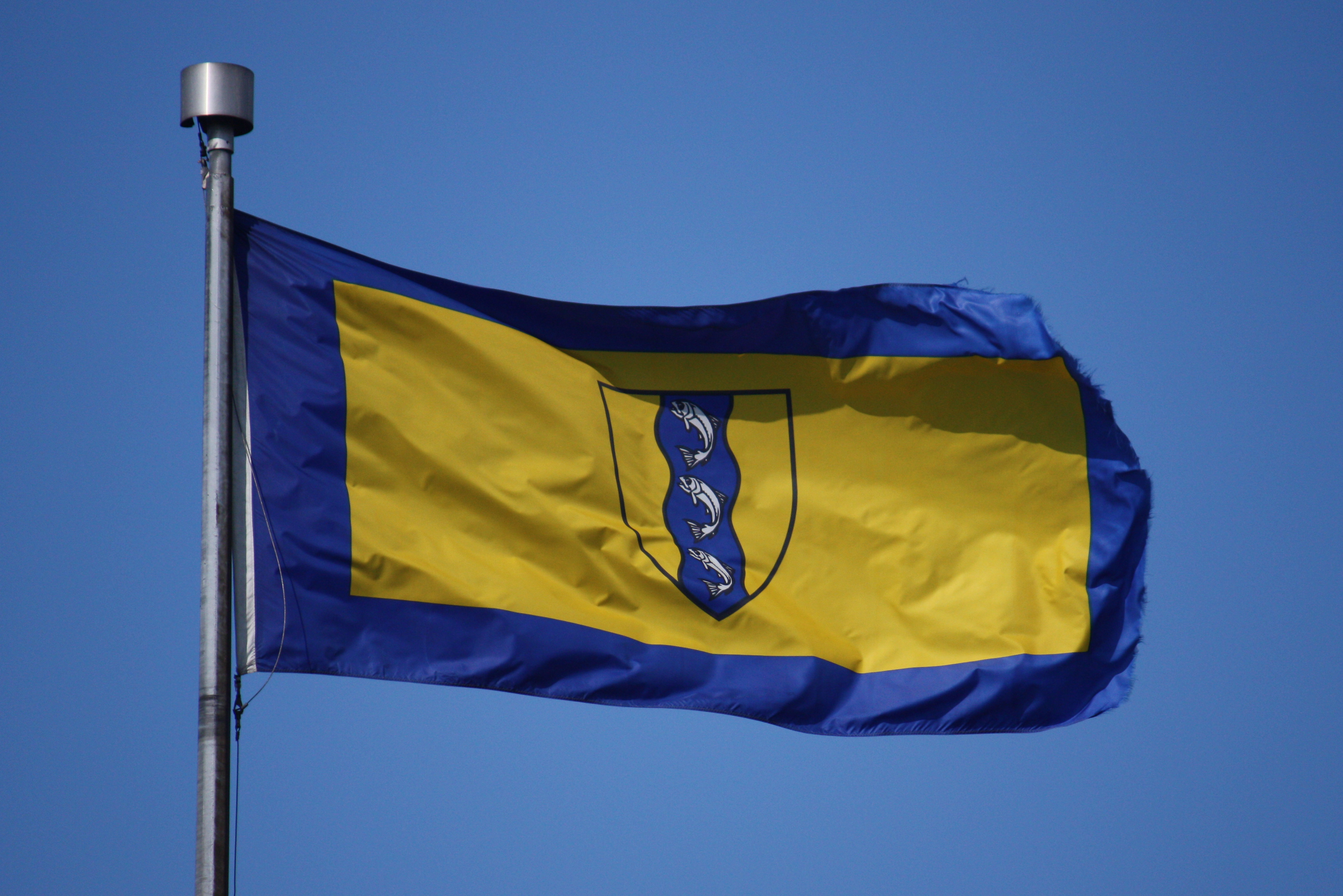
Richmond
Saanich
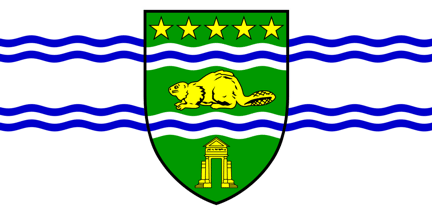
Surrey
Vancouver
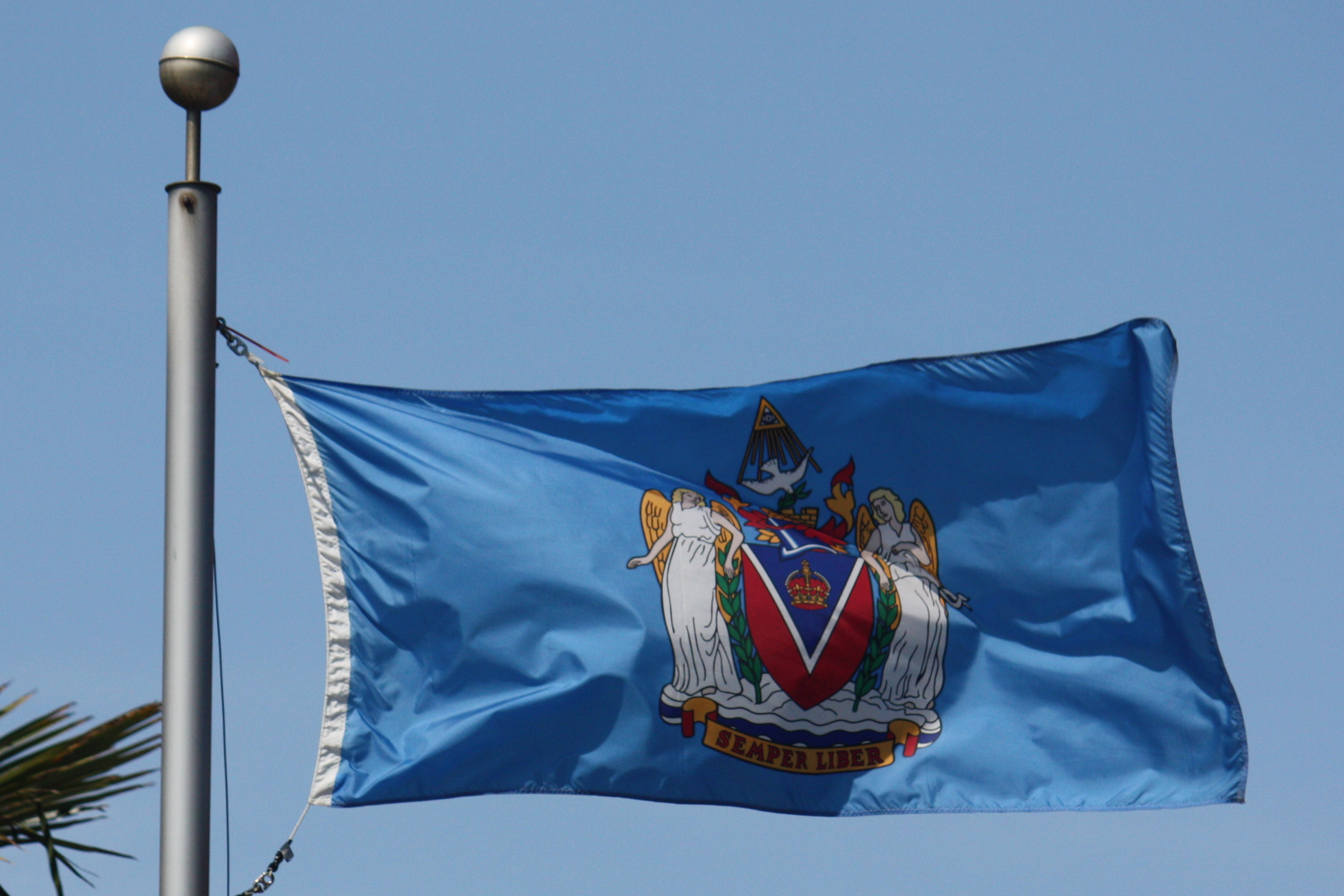
Victoria (capital)

## Illa del Príncep Eduard

Charlottetown (capital)

## Manitoba

Winnipeg (capital)

## Nova Brunswick

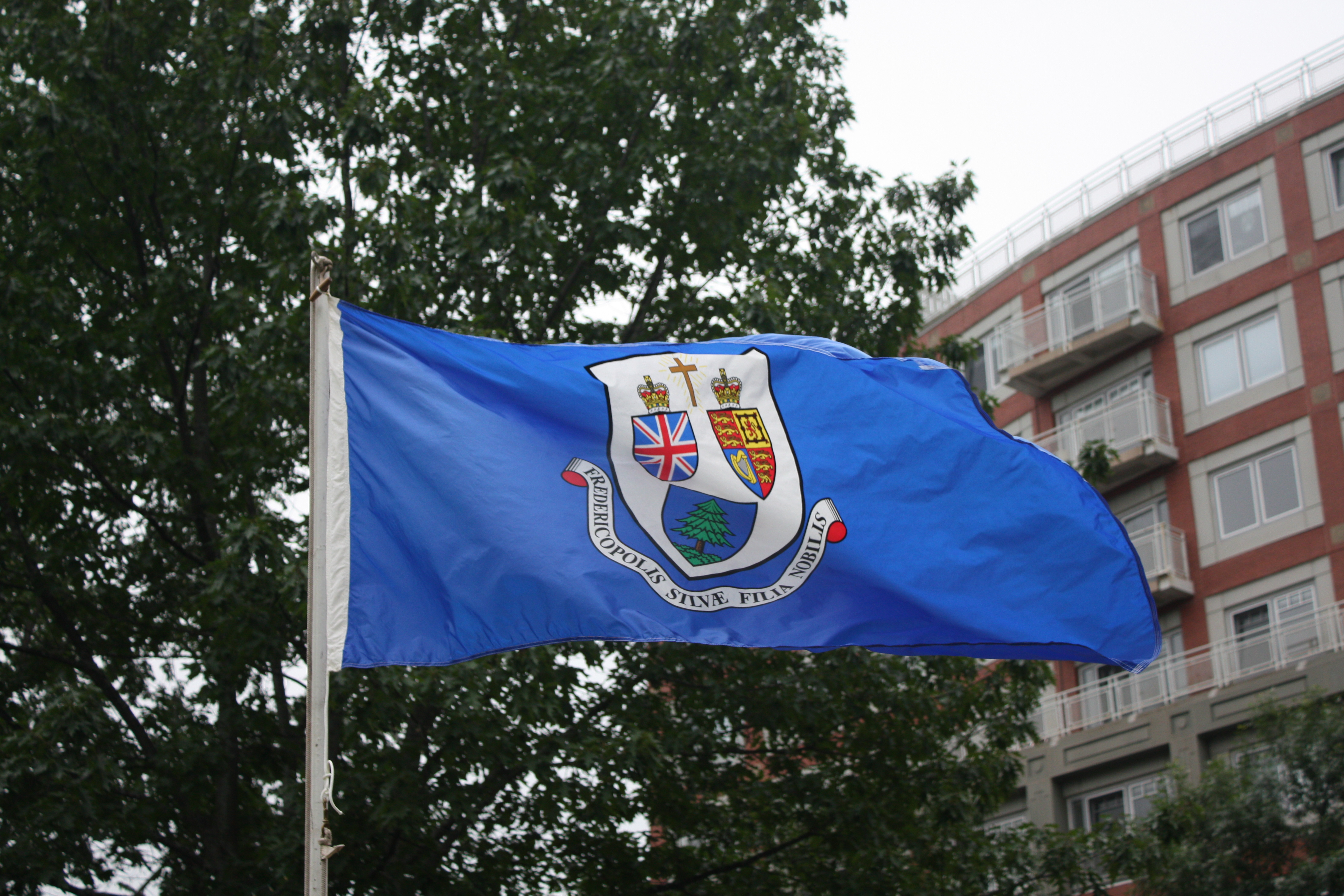
Fredericton (capital)
Moncton
Saint John

## Nova Escòcia

Halifax[7] (capital)
Sydney

## Nunavut

Iqaluit (capital)

## Ontario

Ajax
Aurora
Barrie
Belleville
Brampton
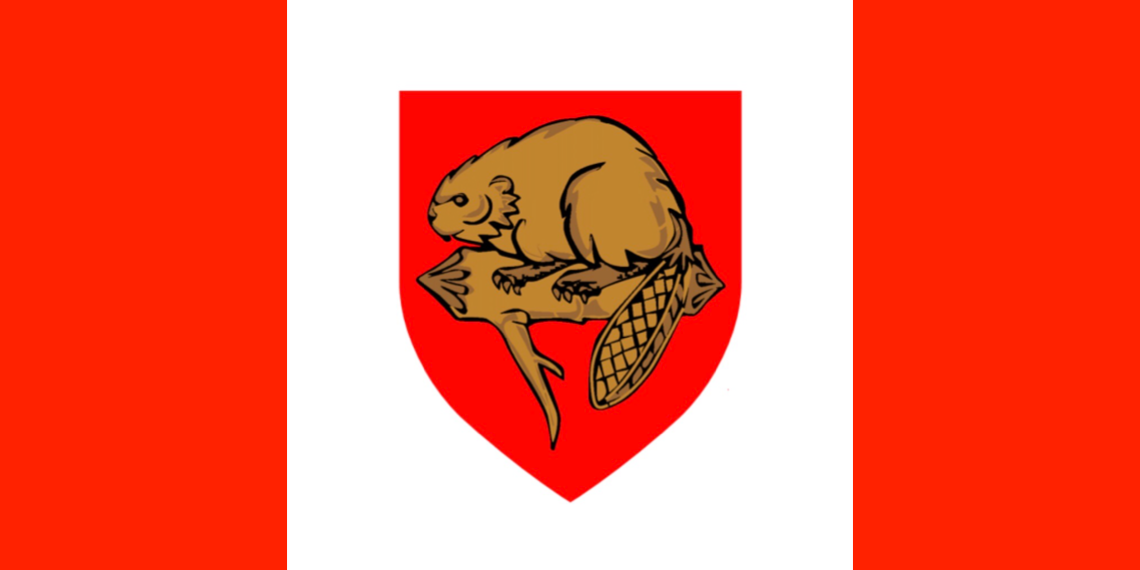
Brantford
Burlington
Caledon
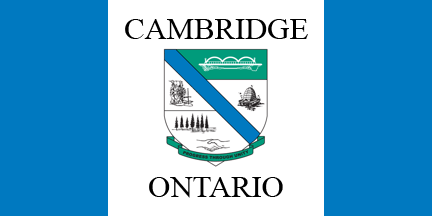
Cambridge
Chatham-Kent
Clarington
Guelph
Halton Hills
Hamilton
Kawartha Lakes
Kingston
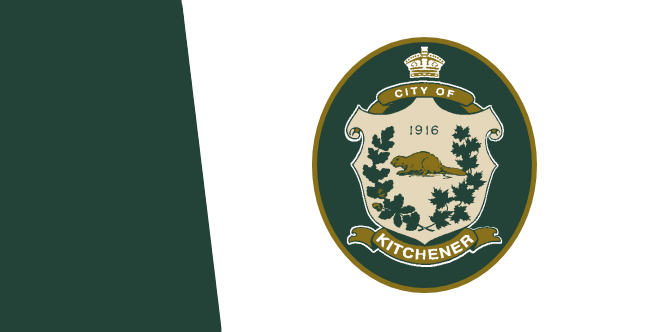
Kitchener
London
Markham
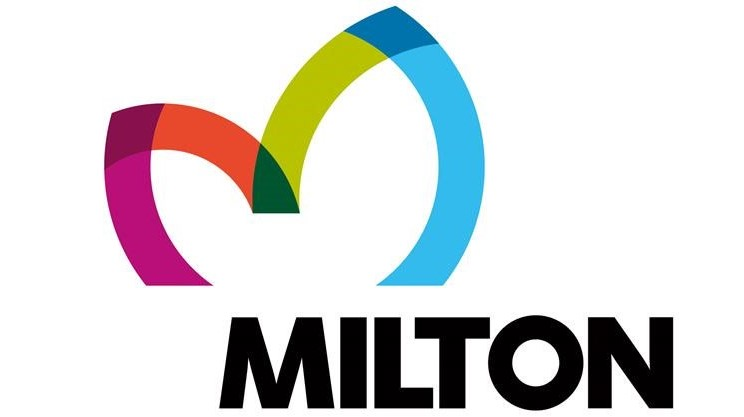
Milton
Mississauga
Newmarket
Niagara Falls
Comtat de Norfolk
North Bay
Oakville
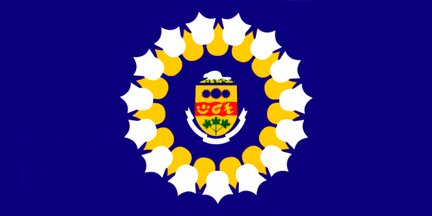
Oshawa
Ottawa
Peterborough
Pickering
Richmond Hill
Sarnia
Sault Ste. Marie
Saint Catharines
Sudbury
Thunder Bay
Toronto[8] (capital)
Vaughan
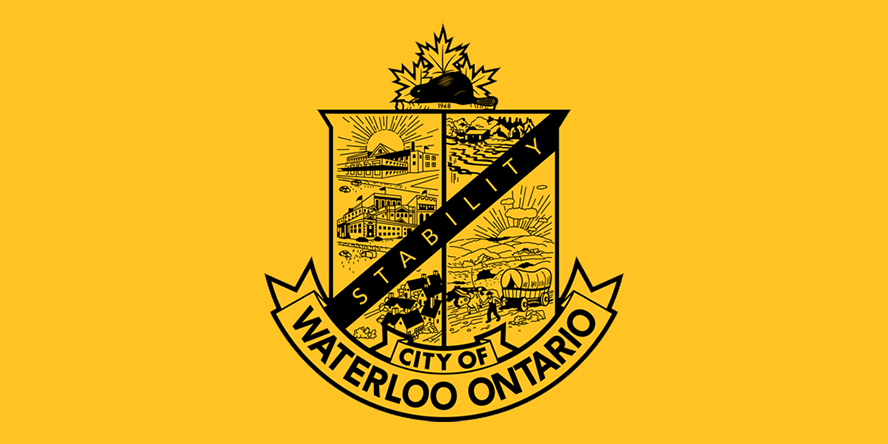
Waterloo
Welland
Whitby
Windsor

## Quebec

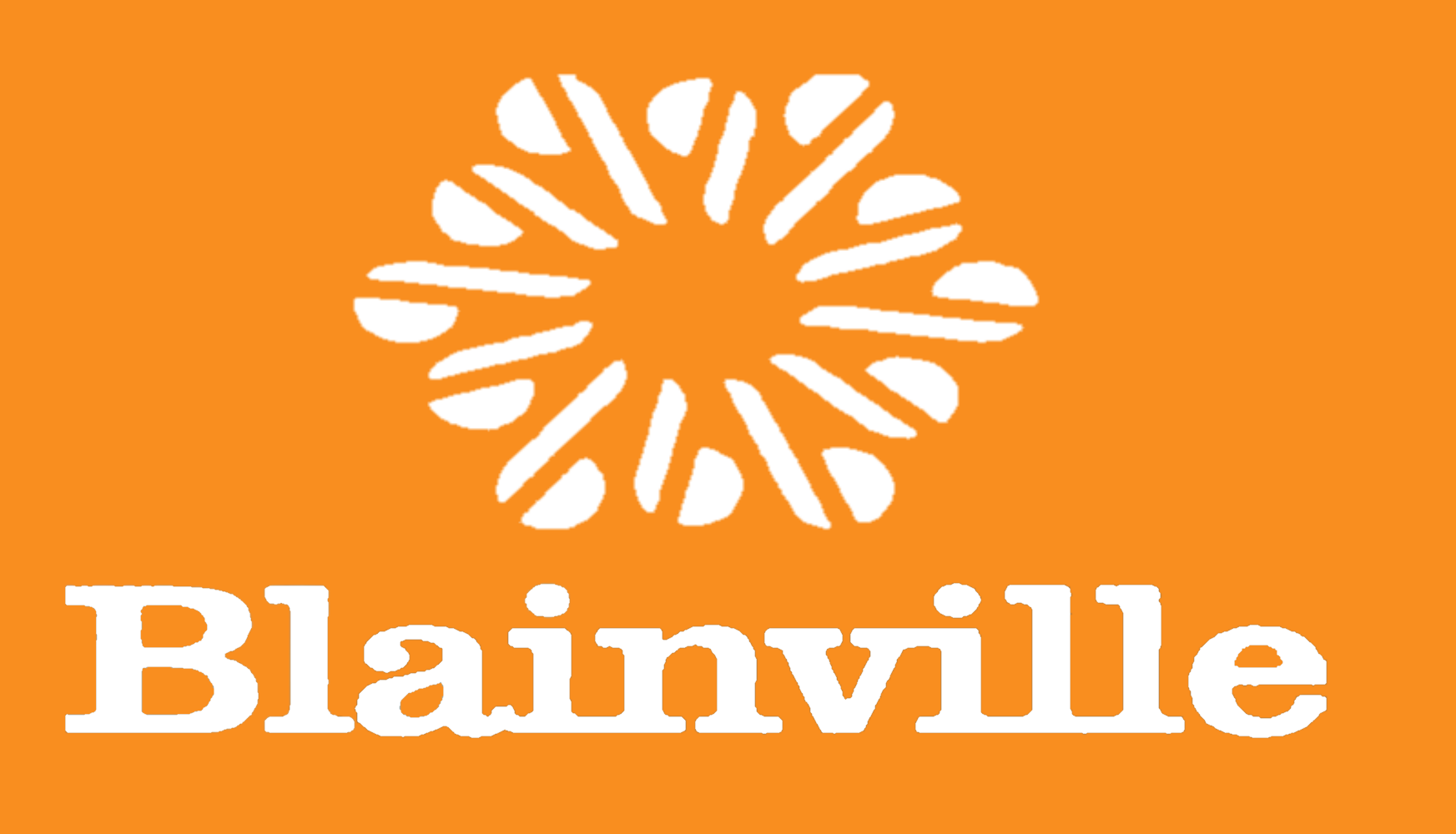
Blainville
Brossard
Ciutat de Quebec[9] (capital)
Drummondville
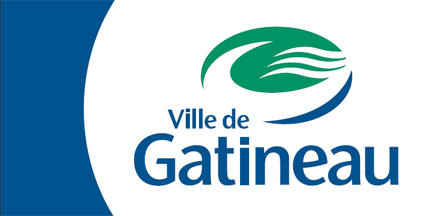
Gatineau
Granby
Laval
Lévis
Longueuil
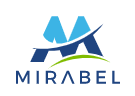
Mirabel
Montreal
Repentigny
Ville de Saguenay
Saint-Hyacinthe
Saint-Jean-sur-Richelieu
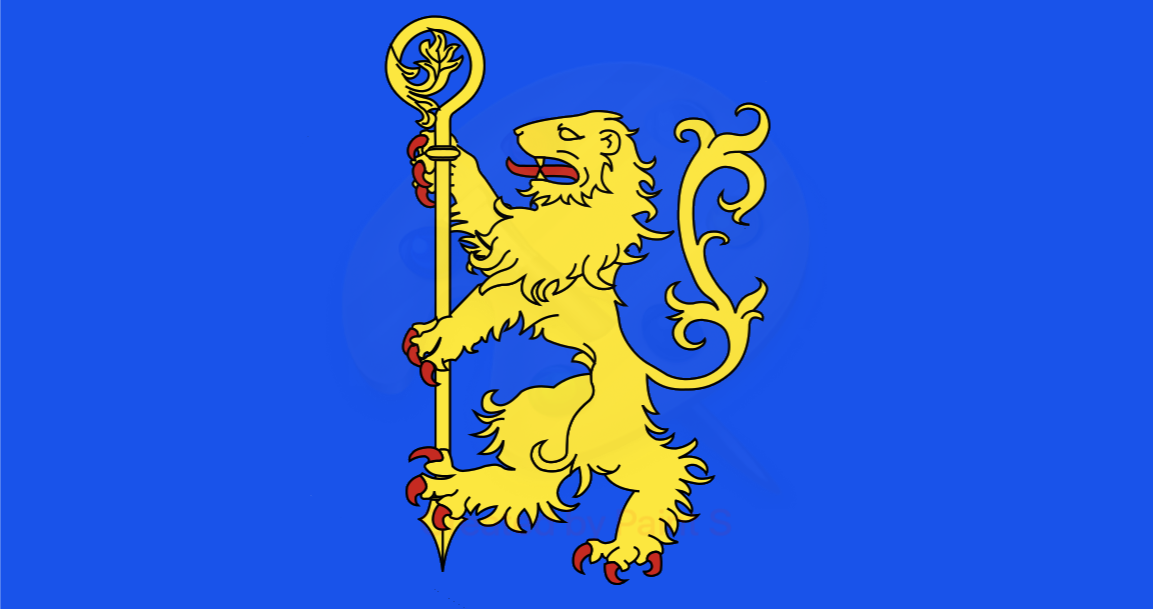
Saint-Jérôme
Sherbrooke
Terrebonne
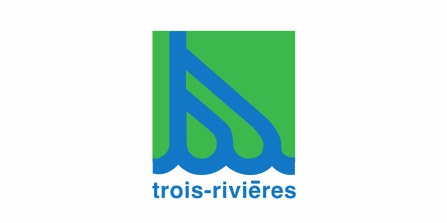
Trois-Rivières

## Saskatchewan

Regina[10] (capital)
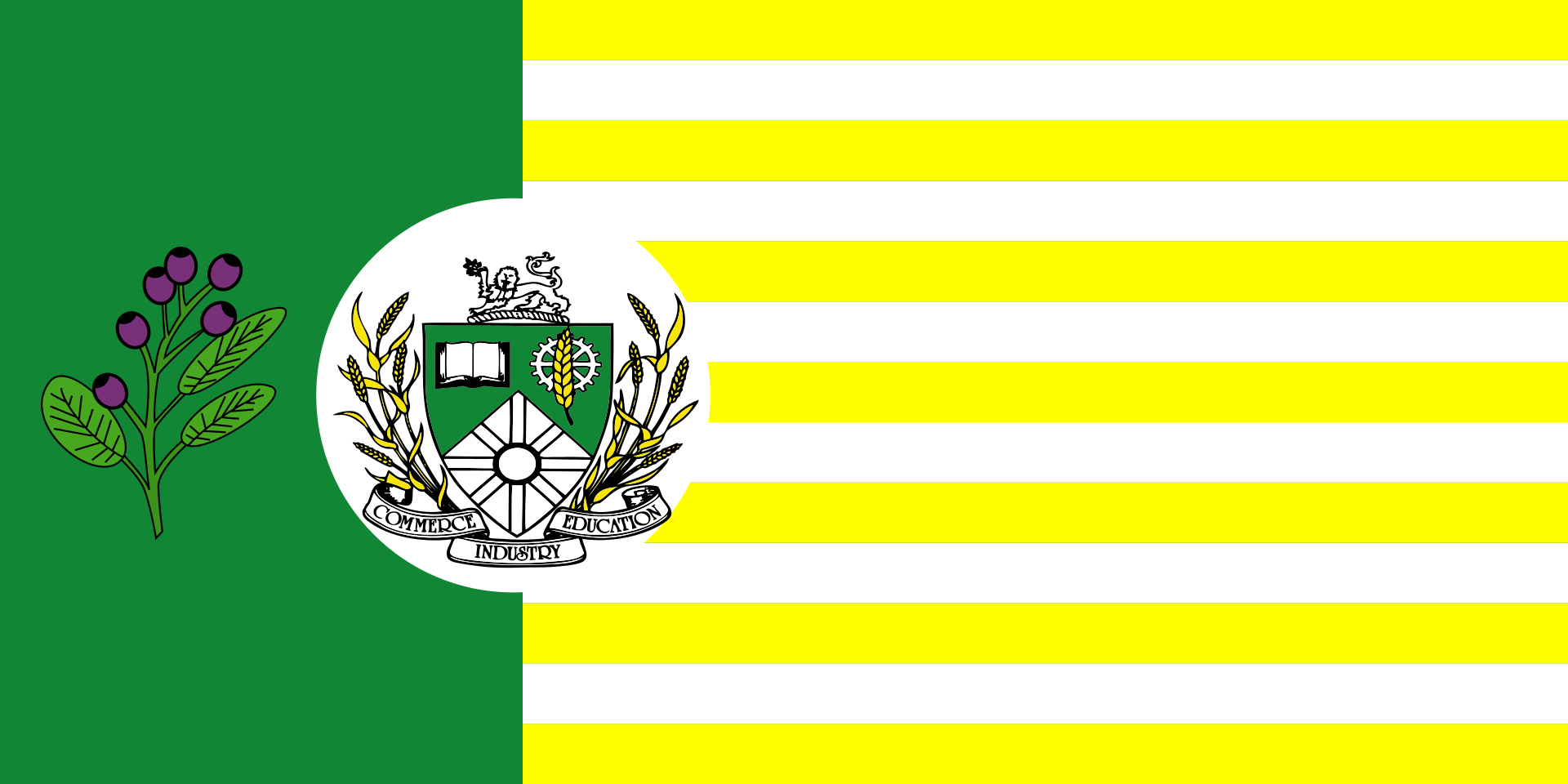
Saskatoon

## Terranova i Labrador

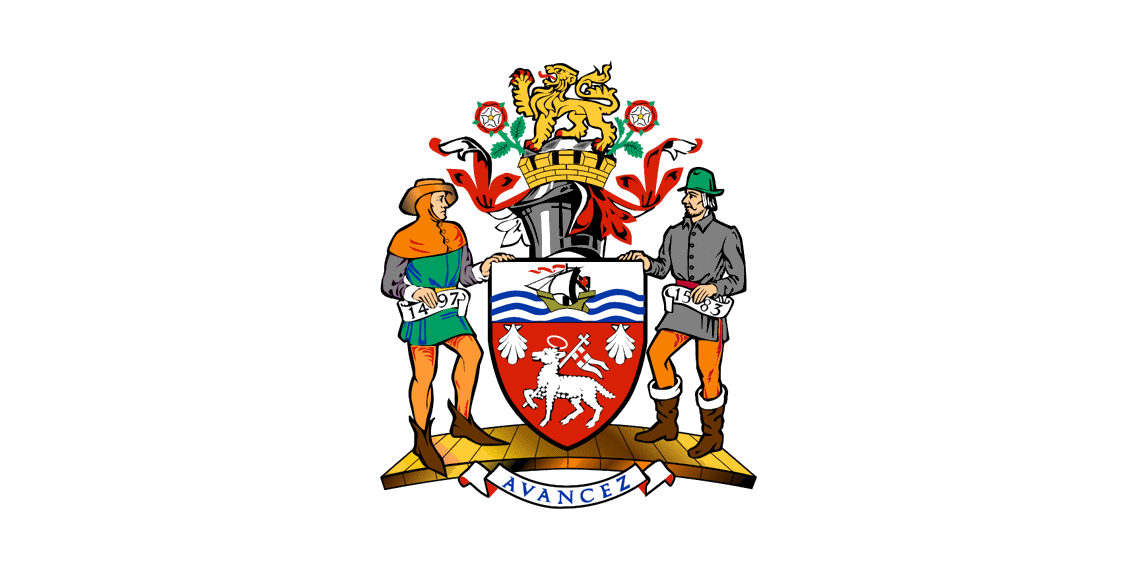
Saint John's (capital)

## Territoris del Nord-oest

Yellowknife (capital)